# Gertrude Olmstead
Gertrude Olmstead (13 de novembro de 1897 – 18 de janeiro de 1975) foi uma atriz estadunidense que teve seu auge na era do cinema mudo. Atuou em 60 filmes entre 1920 e 1929.

## Carreira
Olmstead nasceu em Chicago, Illinois, e em 13 de junho de 1920 venceu em Chicago o concurso de beleza do Herald-Examiner, foi imediatamente contratada por Carl Laemmle, para a Universal Pictures. Atuou pela primeira vez no curta-metragem Tipped Off (1920), ao lado de Hoot Gibson. Aos 17 anos, atuou no filme de 1921 The Fox. A seguir, atuou em mais nove filmes em 1921, e cinco em 1922. Em 1923, ao lado de John Gilbert, atuou em Cameo Kirby, em 1924 em Ladies to Board e em 1925 atuou naquele que é hoje seu mais conhecido papel, ao lado de Rodolfo Valentino, no filme de 1925 Cobra (1925). Olmstead também participou do primeiro  filme da lendária Greta Garbo, The Torrent, em 1926.
Entre 1925 e 1929 atuou em 28 filmes, mas com o advento do som sua carreira declinou, retirando-se do cinema em 1929. Seu primeiro filme falado fora Hit of the Show, em 1928, ao lado de Joe E. Brown, e seu último filme foi The Show of Shows (1929).

## Vida pessoal e morte

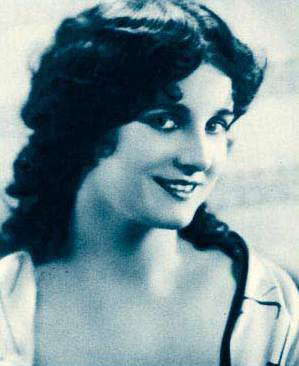
Gertrude Olmstead no Starrs of the photoplay

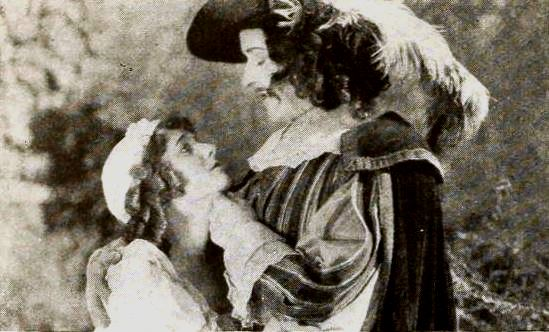
Cena do seriado The Adventures of Robinson Crusoe (1922), em que Olmstead aparece ao lado de Harry Myers.

Em 1926, no set de filmagem de Time the Comedian, ela conheceu o diretor da MGM Robert Z. Leonard, com quem se casou em 8 de junho, ficando casados até a morte dele, em 1968.
Após a morte de Leonard, Olmstead passou a morar em Los Angeles, Califórnia, e morreu em Beverly Hills em 18 de janeiro de 1975.

## Filmografia parcial
- Tipped Off (1920)
- The Driftin' Kid (1921)
- Sweet Revenge (1921)
- Kickaroo (1921)
- The Fightin' Fury (1921)
- Out o' Luck (1921)
- The Fox (1921)
- The Adventures of Robinson Crusoe (1922)
- The Loaded Door (1922)
- Cameo Kirby (1923)
- Ladies to Board (1924)
- The Monster (1925)
- Cobra (1925)
- The Boob (1926)
- Torrent (1926)
- Becky (1927)
- The Callahans and the Murphys (1927)
- Mr. Wu (1927)
- Green Grass Widows (1928)
- Bringing Up Father (1928)
- Midnight Life (1928)
- Hey Rube! (1928)
- The Show of Shows (1929)
- Sonny Boy (1929)